# El Collet (Reiners)
El Collet, o Collet de Reiners, és un coll situat a 950,6 m alt del terme comunal de Reiners, de la comarca del Vallespir, a la Catalunya del Nord. És a la zona central del terme comunal de Reiners, al nord-oest d'aquest poble i al sud del veïnat de la Farga de Reiners. En el coll es troba el Mas del Collet. En l'actualitat aquesta zona està ja mig urbanitzada, atès que és un dels indrets per on ha crescut Reiners.